# Léchelles
Léchelles é uma comuna da Suíça, no Cantão Friburgo, com cerca de 552 habitantes. Estende-se por uma área de 8,75 km², de densidade populacional de 63 hab/km². Confina com as seguintes comunas: Domdidier, Grolley, Misery-Courtion, Montagny, Oleyres (VD), Ponthaux, Russy.
A língua oficial nesta comuna é o Francês.